# 심곡본동
심곡본동(深谷本洞)은 대한민국 경기도 부천시 소사구의 법정동이다.

## 지명 유래
‘깊은 구지’는 지금의 심곡본1동 605번지 해묵은 느티나무(이 느티나무는 도당굿을 지내던 나무로 손자나무에 해당한다)가 있는 곳인데 이 길목은 그 옛날 마니골(인천광역시 부평구 장수동)로 넘어 가는 길이었다. 이곳 토양은 척박하고 토질이 나빠 조, 콩, 메밀 등을 주로 심었다고 한다. 이 길 일대에 할아버지 나무와 할머니 나무 그리고 손자 나무가 있고, 나무가 울창하여 붙여진 것으로 깊은 골짜기에 있는 마을 즉, ‘깊은 구지’이다. 심곡동은 여기에서 연유하였다.

## 연혁
- 1914년 : 부천군 계남면 심곡리
- 1931년 4월 1일 : 부천군 소사면 심곡리로 개칭함
- 1941년 10월 1일 : 부천군 소사읍 심곡리로 개칭함
- 1973년 7월 1일 : 부천시 승격으로 부천시 심곡1동이 됨
- 1988년 1월 1일 : 구제 실시로 부천시 남구 심곡1동이 됨
- 1990년 1월 1일 : 심곡1동을 심곡본동으로 분동함
- 1993년 2월 1일 : 남구 심곡1동을 소사구 심곡본1동으로, 남구 심곡본동을 소사구 심곡본2동으로 개칭함
- 1994년 1월 1일 : 심곡본2동을 심곡본동으로 환원함
- 2016년 7월 4일 : 구제 폐지
- 2019년 7월 1일 : 송내1동, 송내2동과 통합

## 인구

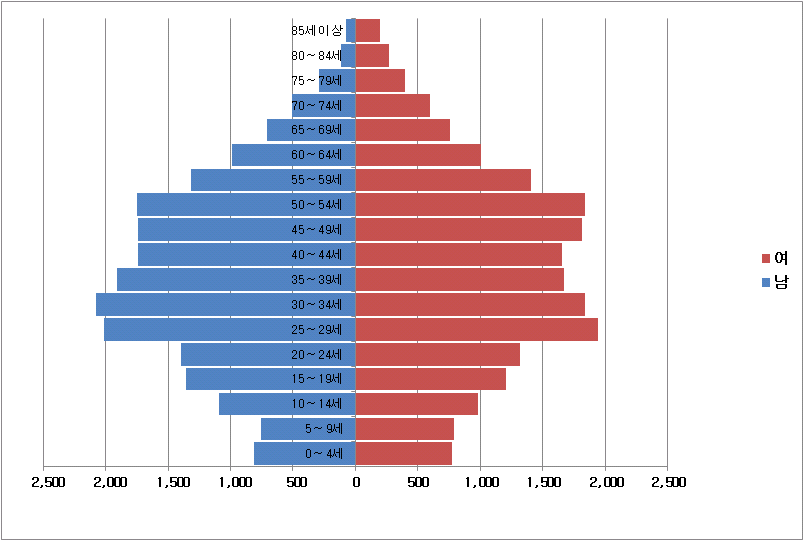
2010년 심곡본동 인구구조

2010년 심곡본동의 인구는 41,107명이고 이중 남자는 20,640명, 여자는 20,467명으로 남자가 많고 성비는 100.8이다. 14세 이하의 유소년 인구의 비율은 12.7%로 부천시 평균 15.8%보다 낮고 노년 인구 비율은 9.5%이고, 가장 인구가 많은 연령대는 50~54세이다.

## 교통
- 부천역

## 같이 보기
- 심곡동